# Ocotea otuzcensis
Ocotea otuzcensis là một loài thực vật thuộc họ Lauraceae. Đây là loài đặc hữu của Peru.